# Mallorie Nicholson
Mallorie Nicholson (15 de mayo de 1987) es una deportista canadiense que compitió en piragüismo en la modalidad de aguas tranquilas.
Ganó dos medallas de oro en el Campeonato Mundial de Piragüismo en los años 2010 y 2011, ambas en la prueba de C2 500 m.

## Palmarés internacional
| Campeonato Mundial | Campeonato Mundial | Campeonato Mundial | Campeonato Mundial |
| Año                | Lugar              | Medalla            | Competición        |
| ------------------ | ------------------ | ------------------ | ------------------ |
| 2010               | Poznań (Polonia)   | Medalla de oro     | C2 500 m           |
| 2011               | Szeged (Hungría)   | Medalla de oro     | C2 500 m           |